# Нинбург (Везер)
Нинбург (њем. Nienburg/Weser) град је у њемачкој савезној држави Доња Саксонија. Једно је од 36 општинских средишта округа Нинбург (Везер). Према процјени из 2010. у граду је живјело 32.542 становника. Посједује регионалну шифру (AGS) 3256022.

## Географски и демографски подаци
Нинбург се налази у савезној држави Доња Саксонија у округу Нинбург (Везер). Град се налази на надморској висини од 25 метара. Површина општине износи 64,5 km². У самом граду је, према процјени из 2010. године, живјело 32.542 становника. Просјечна густина становништва износи 505 становника/km².

## Међународна сарадња
| Мјесто      | Држава      | Врста сарадње | Од    |
| ----------- | ----------- | ------------- | ----- |
|             | САД         | партнерство   | 1993. |
| Ижуи        | Бразил      | контакт       | 1996. |
| Дендермонде | Белгија     | партнерство   | 1980. |
| Витебск     | Бјелорусија | партнерство   | 1991. |
| Витебск     | Бјелорусија | партнерство   | 1993. |
| Извор       |             |               |       |